# Cino Tortorella
Pour les articles homonymes, voir Tortorella (homonymie).
Felice Tortorella né à Vintimille le 27 juin 1927 et mort à Milan le  23 mars 2017 est un présentateur de télévision italien, connu surtout pour être le créateur et l'animateur du festival de la chanson pour enfant  Zecchino d'Oro.